# 三哩岛核泄漏事故

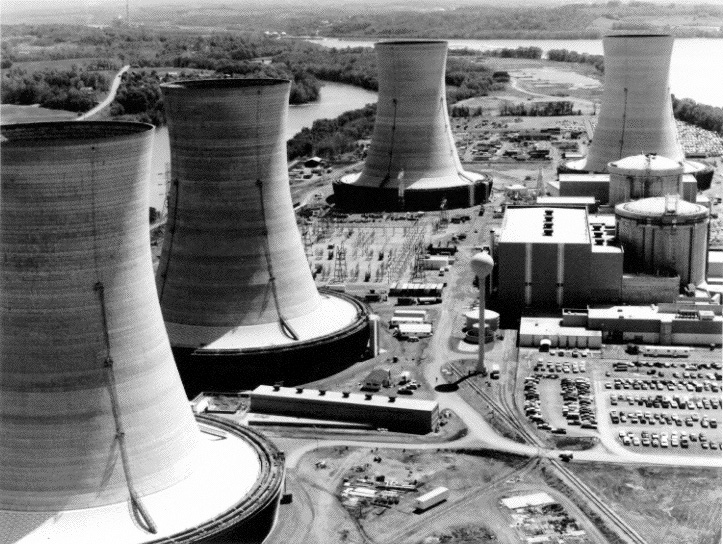
三里岛核电厂，右方是两个反应堆的圆柱体保护壳，四座高聳的建筑物为冷却塔。

TMI-2机组的结构简图

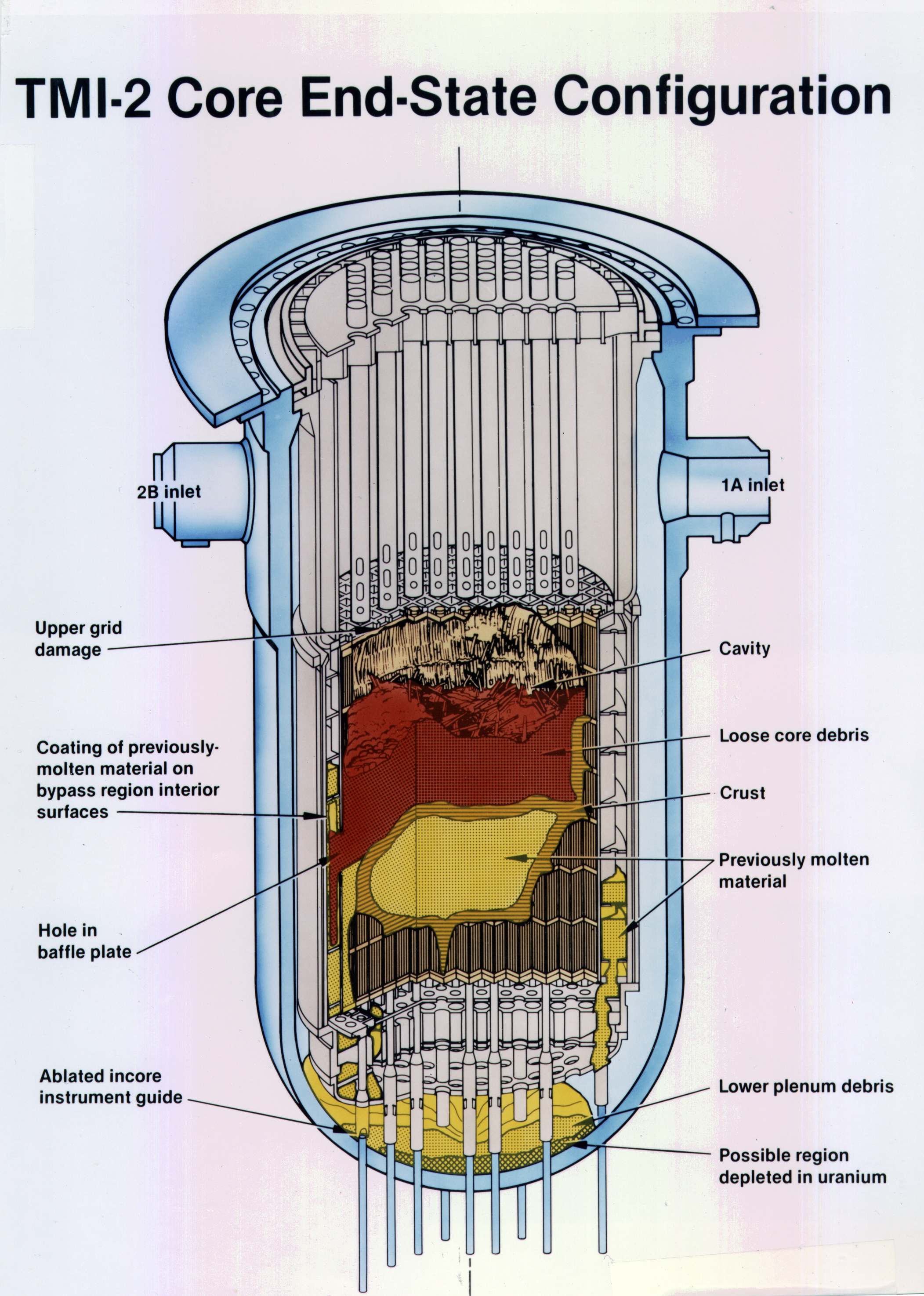
TMI-2机组爐心融毀的示意图

三哩島核洩露事故，通常简称「三哩島事件」，是1979年3月28日發生於美國宾夕法尼亚州倫敦德里鎮的三哩島核電廠的核洩露事故。1979年3月28日凌晨4點，該電站的二號反應爐（TMI-2）發生部分熔毀，導致放射性氣體與碘釋放至環境中，成為美國商業核电厂歷史上最嚴重的事故。根據國際核事件分級表（INES），該事故被評為5級，即「
具有場外風險事故」。
該次事故源於非核子次系統的故障，隨後，主系統中的先導式減壓閥（PORV）卡住未能關閉，導致大量冷卻水從加壓冷卻劑回路流失。機械故障與電廠操作人員的誤判進一步惡化了事態，當時的培訓與運行規範未能有效應對這類突發狀況。此外，反應爐設計上的缺陷——如不合理的控制系統、多個類似警報的使用，以及無法準確顯示冷卻劑存量或PORV閥門狀態的設備——進一步加劇了事故的嚴重性。
這次事故引發公眾對核能安全的廣泛關切，促使核能產業面臨更嚴格的監管，也導致美國新核反應爐建設計畫的停滯。反核運動人士擔憂事故對當地居民健康的影響。一些流行病学研究顯示，事故發生後，當地癌症發病率有所上升，然而其他研究則未發現明確關聯。由於此類研究的複雜性，事故與癌症之間的因果關係至今仍存爭議。
二號機的清理工作於1979年8月展開，至1993年12月正式結束，總成本約10億美元（相當於2024年的20億美元）。一號機則於1985年重新運行，但由於營運虧損，最終於2019年關閉。目前計畫於2028年重啟，並將為微軟的數據中心提供電力。

## 反应堆简介
二号机组为压水堆，1978年12月30日开始商业运行。额定电功率880MW。堆芯为177束燃料组件，共计37000根燃料棒，含二氧化铀100吨。二氧化铀的濃度为2.57%。
反应堆有两套回路。每套回路包含2台主泵、3台辅助泵（2台电动泵、1台汽动泵）、1台蒸汽產生器（SG）、1台布设在一次側热段的調壓槽。調壓槽压力达到15.5MPa时，調壓槽卸压阀自动开启，将冷却剂排放到調壓槽卸压箱。

## 事故简述
当天凌晨4时0分0秒，三哩岛核電廠95万千瓦压水式二号反应堆一次側的给水主泵停转，汽轮机停机。此時备用泵應按照预设的程序启动，但是由于辅助给水系统中隔离阀在此前的例行检修中没有按规定打开，导致辅助给水系统没有動作。
二號机组的一次側冷却水没有按照程序进入蒸汽產生器，热量在反應堆中心處持續聚集，爐心压力上升，导致調壓槽卸压阀于4时0分03秒开启，放出爐心内的部分汽水混合物。當下反应堆于4时0分08秒自动停堆，当反应堆内压力下降至正常时，卸压阀又由于故障未能自动關閉，使爐心冷却剂以45m3/s继续外流。压力降至正常值以下，卻由于发生机械故障，在堆心压力回复正常值后爐心冷却水继续注入减压水槽，造成减压水槽水满外溢；4时2分2秒主系统压力繼續下降至11.3MPa，“爐心緊急冷却系统(RCIC)”的高壓注水自动启动，向爐心注入冷卻水。但反应堆操作员未判明卸压阀没有關閉，反而于4时3分13秒关闭应急爐心冷却系统，停止向爐心内注水。
一次側冷却水大量排出造成爐心上部失水，爐心上部燃料棒的温度超过2760度，堆腔上部形成蒸汽。爐心燃料棒因大量高溫水蒸氣開始像玻璃一样破裂，爐心坍塌。爐心90%的燃料棒包壳破损，47%的核燃料已经融毁并发生泄漏，系统发出放射性物质外漏的警报，但由于警报響起時并未引起运行人员的注意，甚至现时的紀錄報告都指出沒有人注意到警报。

## 事故細節

### 二迴路停擺
1979年3月28日凌晨，三哩島二號機(TMI-2)輸出達最大功率之97%，一號機處於停機狀態。上午4時0分37秒(東部標準時間)，二號機二迴路給水主泵停轉，被認為是三哩島事故一系列連鎖事件的起點。
時間倒退回十一小時以前，二迴路的八組凝結水除礦器中，七號除礦器發生了堵塞問題。除礦器含有樹脂濾芯，能夠捕捉循環水的礦物質與雜質，降低二迴路管線腐蝕速率，但也容易在水流通過一段時間後逐漸被壓縮，最終產生堵塞。通常而言，對濾芯使用壓縮空氣便能排除此類堵塞。但在技工維修七號除礦器的過程中，壓縮空氣將有瑕疵的止回閥頂開，一部分水因此進入了送氣管線。經過十一小時循環後，積水在四點抵達共同歧管，造成八組除礦器同時停機，同樣在二迴路上的給水主汞，壓縮幫浦被迫停機。兩秒後，二迴路渦輪進入停轉狀態(turbine trip)。

### 洩壓閥故障
隨著二迴路停止與一回路的熱交換，一回路反應爐冷卻液系統(Reactor Coolant System)溫度迅速上升，冷卻劑膨脹產生壓力，並湧入與RCS相連的稳压器(pressurizer)。渦輪停轉四秒後，壓力來到2255 Psig (155.5 bar)，與一迴路相連，稳压器頂端的引導式洩壓閥(Pilot-operated relief valve, PORV)自動打開，將蒸氣排入位於核反應堆安全殼地下室的冷卻劑排水槽。
汽轮机停轉八秒後，壓力進一步來到2355 Psig (162.4 bar)，反應爐保護裝置(Reactor Protection System)隨之啟動，借助重力插入所有控制棒，立即停止了鏈式反應。此時反應爐內持續產出相當於停機前百分之六的衰減熱。儘管不多，但在一迴路無法與二迴路進行正常熱交換的情況下，反應爐芯仍會持續累積熱量。
緊急给水泵進水閥自動啟動，試圖向熱交換器輸水以移除衰減熱。然而，兩條緊急给水管線上的進水閥在兩天前的例行檢測中雙雙關閉，事後又沒有開啟，導致緊急系統毫無用武之地。這違反了美國核能管理委員會(NRC)所制訂，在備援給水系統全數關閉時反應爐必須停機的規定，事後被NRC官員認定為重大違規。控制室內的操作員也未能於第一時間察覺進水閥誤關問題。
汽轮机停轉十五秒後，反應爐冷卻液系統的壓力隨著PORV排出蒸氣而下降，回到了2205 Psig (152 bar)，PORV重置點。此時PORV控制線圈自動斷電，閥門理應關閉停止洩壓。不料閥門此時卻卡住了，蒸氣持續溢出，導致一迴路的冷卻劑不斷流失。另一方面，控制室面板的PORV指示燈設計錯誤，指示燈只是解釋線圈通電與否，而非反映閥門實際位置。操作員因此錯誤地認為PORV沒有卡住，浪費了數小時診斷其他問題。

### 關閉高壓注水系統
在卡住的PORV形成冷卻劑流失事故後，緊急爐心冷卻系統(Emergency Core Cooling System)自動介入，啟用高壓注水系統替爐芯補充冷卻劑。另一方面，PORV不斷洩出稳压器上方的蒸氣，促使RCS壓力下降，稳压器水位因替代上方蒸氣而上升。
在操作員的訓練中，冷卻劑流失事故的症狀被描述為壓力水位雙雙下降，沒有提及壓力降水位升的可能性。反應爐操作員因此沒有想到冷卻劑流失的可能性，反而更加關注稳压器水位問題。水位過高將使調整槽失去壓力緩衝能力，是操作指南中註明需要避免的狀況。兩分鐘後，操作員判定水位已經夠高，高壓注水系統毋須繼續向RCS注水，因此手動關閉了高壓注水系統。
上午4時11分，PORV連結的冷卻劑排水槽已被填滿，冷卻劑開始溢出，排入安全殼建築的廢液池並觸發警報。此一警報與PORV管線異常高溫(超過華氏200度)已是極為明顯的冷卻劑流失提示，現場操作員仍然未能發現。

### 堆芯熔毀
上午5時20分，隨著一迴路不斷流失冷卻劑，剩下的冷卻劑開始隨著壓力下降，溫度上升而沸騰，在迴路內生成蒸氣氣泡。當蒸氣通過主循環泵時，空穴現象產生連控制室都能感受到的震動。根據作業指南，主泵必須關閉以避免燒壞。操作員決定逐漸關閉四座主泵。由於調壓槽水位夠高，冷卻劑被認為是足夠的，高壓注水系統仍然維持關閉狀態。
上午5時44分，四座主泵全數關閉，一迴路完全失去循環能力，蒸汽產生速度更加上升。
上午6時，隨著爐內的反應堆燃料棒上半部開始暴露於越來越多的蒸汽中，燃料棒的鋯合金外殼與水蒸氣反應產生二氧化鋯，氫氣與熱，使得外殼本身逐漸融化，露出裡面的核燃料顆粒。控制室同時也開始換班，交接過程中，一位員工終於注意到了PORV管線的異常高溫，關上了管線上的備用閥，至此已有超過32000加侖冷卻劑流出一迴路。
上午6時44分，核燃料顆粒飄逸出的同位素開始被廠房各處的輻射偵測器捕捉並發出警報，控制室終於發現正在發生的堆芯熔毀。

### 緊急狀態
上午6時56分，廠區主管宣布廠區緊急狀態。30分鐘後，廠長宣布進入全面緊急狀態。大都會愛迪生公司（Met Ed）通知賓州緊急狀態管理局（PEMA）後，PEMA迅速通知了地方政府，賓州州長索伯格（Richard L. Thornburgh）。索伯格旋即指派副州長史堪頓（William Scranton III）負責處理三哩島事故。
工廠操作人員的不確定性反映在 Met Ed 向政府機構和媒體發表的零碎、模糊或矛盾的聲明中，特別是關於場外放射性釋放的可能性和嚴重性的聲明。斯克蘭頓舉行了一次新聞發布會，他在會議上對這種可能性進行了保證，但也令人困惑，他表示，儘管「有少量輻射釋放……正常輻射水平沒有增加」。這些說法與另一位官員和 Met Ed 的說法相矛盾，他們都聲稱沒有釋放任何放射性物質。事實上，工廠儀器和場外探測器的讀數已經檢測到放射性釋放，儘管其水平只要是暫時的，就不太可能威脅公眾健康，並且前提是保持對當時高度污染的反應器的遏制。
州政府官員對 Met Ed 在對工廠進行蒸汽排放之前沒有通知他們感到憤怒，並確信該公司淡化了事故的嚴重性，因此向 NRC 求助。在收到 Met Ed 的事故消息後，NRC 啟動了位於馬裡蘭州貝塞斯達的緊急應變總部，並將工作人員派往三哩島。 NRC 主席 Joseph Hendrie 和委員 Victor Gilinsky[56] 最初認為這起事故「令人擔憂，但不引起恐慌」。吉林斯基向記者和國會議員介紹了情況，並向白宮工作人員通報了情況，並於上午 10 點會見了另外兩名委員。然而，NRC 在獲取準確資訊方面面臨著與國家相同的問題，並且由於缺乏明確的指揮結構，也沒有權力告訴公用事業公司，在應對緊急情況時組織上準備不足，從而進一步受到阻礙。當地區域的疏散。
吉林斯基在 2009 年的一篇文章中寫道，花了五週時間才得知「反應器操作員測量到的燃料溫度接近熔點」。他進一步寫道：「多年來，直到反應器容器被實際打開，我們才了解到，當工廠操作員在上午 8 點左右致電 NRC 時，大約一半的鈾燃料已經熔化。」[ 59]
控制室工作人員仍不清楚主迴路水位較低且超過一半的核心暴露在外。一組工人手動讀取熱電偶讀數並取得主迴路水樣本。緊急情況發生七小時後，新水被泵入主迴路，並打開備用安全閥以減壓，以便迴路充滿水。 16小時後，主迴路幫浦再次開啟，核心溫度開始下降。大部分核心已經熔化，系統仍然具有危險的放射性。
事故發生第三天，壓力容器頂部發現氫氣泡，成為焦點。氫氣爆炸不僅可能破壞壓力容器，而且根據其強度，可能會損害安全殼的完整性，導致放射性物質大規模釋放。然而，經確定壓力容器中不存在氧氣，這是氫氣燃燒或爆炸的先決條件。我們立即採取措施減少氫氣氣泡，到第二天，氫氣氣泡明顯變小。在接下來的一周裡，使用催化重組器將蒸汽和氫氣從反應器中去除，並且有爭議的是，通過直接排放到大氣中。

## 事故后果
事故后，原子能管理委員會对周围居民进行连续追踪研究，研究结果显示：
1. 在以三哩岛核电站为圆心的50英里范围内，220万居民中无人发生急性辐射反应。
2. 周围居民所受到的辐射相当于进行一次胸部X光照射的辐射剂量。
3. 三哩岛核泄漏事故对于周围居民的癌症发生率没有显著性影响。
4. 三哩岛附近未发现动植物异常现象。
5. 当地农作物产量未发生异常变化。

## 事故影響

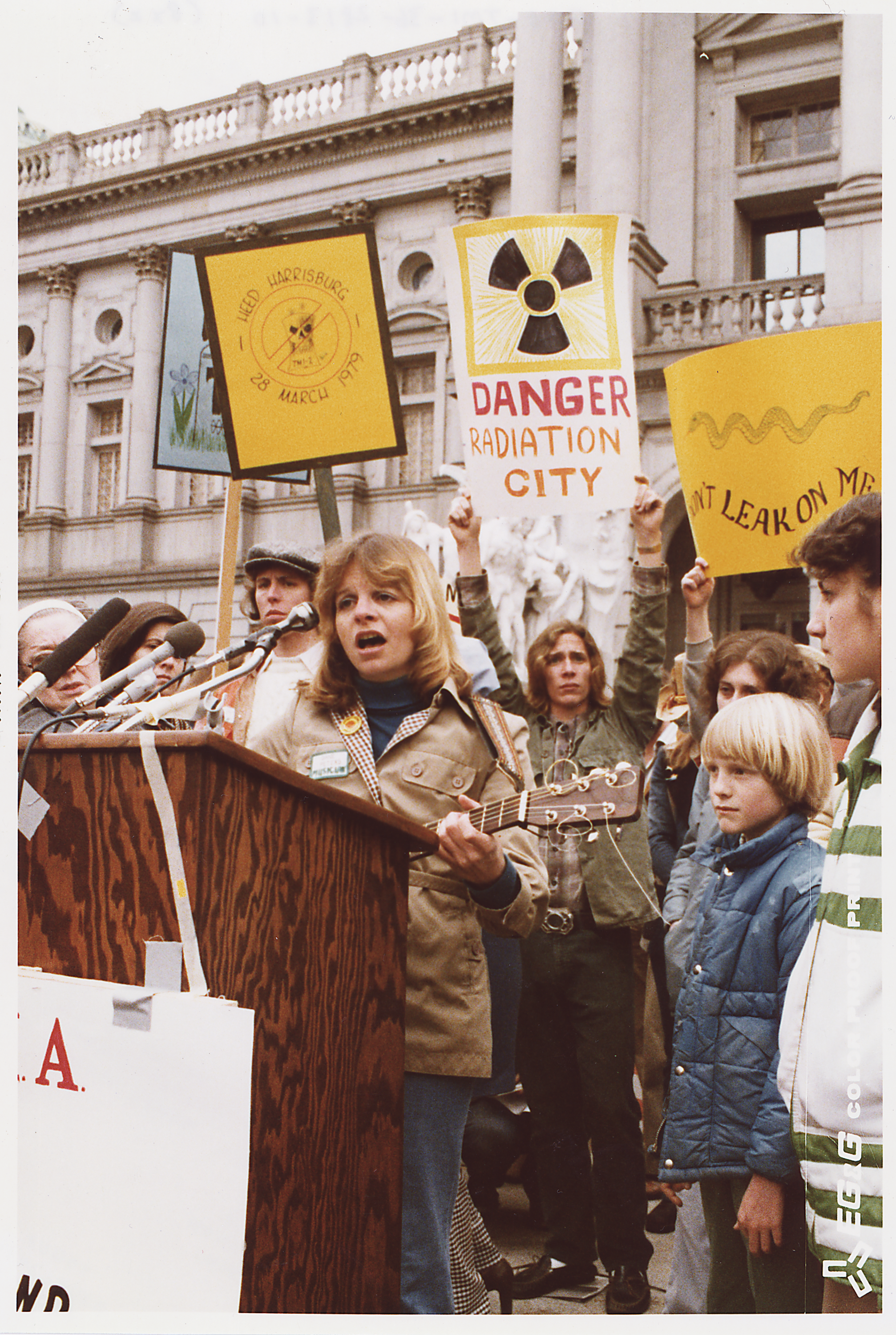
哈里斯堡的反核運動

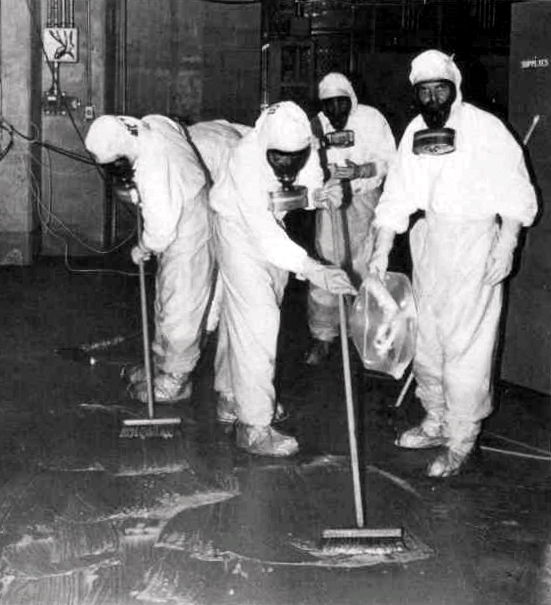
三哩島核泄露事故發生後，工作人員在清理放射性污染

三哩島核洩漏事故是核能史上第一次反應堆堆芯熔毀的事故，此事故的嚴重後果反映在經濟上，公共安全及周圍居民的健康上則沒有不良影響。究其原因在於核反應堆安全殼發揮重要作用，凸顯其作為核電廠最後一道安全防線的重要作用。在整個事件中，人員的操作錯誤和機械故障是主要的原因，因此核電站運行人員的培訓、面對緊急事件的處理能力、控制系統的人性化設計等細節對核電站的安全運行有著重要影響。
這場事故恰巧發生在描述核電站安全問題的驚悚片《中國綜合症》（China Symdrome）上映12天後，美國公眾對核電信心大受影響，美國核電產業陷入長期的不景氣，也因此核電廠的興建計畫銳減，美國核電相關的公司因此流失了許多資深經驗的工程師。雖然說此事故並沒有證明西方國家的核電廠事故會造成人畜傷亡及公共危害，但也大幅提高核電廠安全設施的建造成本，以免事故造成重大的經濟損失。但提高安全係數後的核電廠造價昂貴，因此核電廠興建數量大減，直到21世紀初的化石燃料價格大漲及全球變暖效應顯現後，各國才開始重啟核能計劃。
1986年切爾諾貝利核事故後，核能的安全性一度被許多人質疑，但由於該蘇聯電廠的設計隱患，加上安全設備遠落後西方核電廠，因此三哩島事故後的美國的核能安全形象並沒有遭到嚴重影響，但是在2011年福島第一核電站事故中，美國製造的反應爐最終還是出了事故，確實使許多人對核能安全再度產生不信任。

## 事故分類
1. 緊急戒備事故（Alert）：安全狀況有顯著劣化或有發生的可能，尚不須執行核子事故民眾防護行動。
2. 廠區緊急事故（Site Area Emergency）：安全功能重大失效或有發生的可能性，可能須執行核子事故民眾防護行動。
3. 全面緊急事故（General Emergency）：發生爐心嚴重惡化或熔損，可能喪失圍阻體完整性或有發生的可能，必須執行核子事故民眾防護行動。

### 書籍
- Ford, Daniel. . Penguin. 1982. ISBN 978-0-14-006048-5.
- Halden, Grace. . New York: Routledge. June 2017. ISBN 978-1-138-91764-4.
- Holton, W. C. . Palo Alto, California: EPRI (Electric Power Research Institute). September 1990 （美国英语）. (PDF)
- Kemeny, John G. . Washington, D.C.: The Commission. October 1979. ISBN 978-0-935758-00-9.
- Nichols, Kenneth. . New York: William Morrow and Company. 1987: 356–364. ISBN 0-688-06910-X. OCLC 15223648.
- Osif, Bonnie A.; Baratta, Anthony; Conkling, Thomas W. . Conkling. 2004. ISBN 978-0-271-02383-0.
- Rogovin, Mitchell.  (PDF). U.S. Nuclear Regulatory Commission, Special Inquiry Group. 1980. 原始内容存档于November 30, 2010.
- Thornburgh, Dick. . University of Pittsburgh Press. 2010. ISBN 978-0-8229-6112-3.
- Vilanova, Santiago. . Bruguera. 1980. ISBN 978-84-02-07390-7.
- Walker, J. Samuel. . Berkeley, California: University of California Press. 2004. ISBN 978-0-520-23940-1 （美国英语）. (Google Books)

## 外部連結
- 美國能源部能源資訊署的三哩島核電廠網頁
- "Three Mile Island 1979 Emergency" 一個關於該事故的網站，其中包含許多由附近的迪金森學院創建的報告和其他相關文件
- Three Mile Island Alert, 核子監督組織，在三哩島事故發生兩年前成立
- What's wrong with the "fact sheet" purports to correct errors in the NRC report
- EFMR公民輻射監測小組，負責監測三哩島和桃底核電廠
- Annotated bibliography for Three Mile Island from the Alsos Digital Library for Nuclear Issues 的存檔，存档日期2014-04-07.
- Video 的存檔，存档日期2011-06-12. and audio 的存檔，存档日期2011-06-12. relating to the Three Mile Island accident, from the Dick Thornburgh Papers 的存檔，存档日期2011-06-12. at University of Pittsburgh
- Killing Our Own a review of subsequent casualties by Harvey Wasserman and Norman Solomon with Robert Alveraez and Eleanore Walters
- Three Mile Island – Failure Of Science Or Spin?, Science Daily
- Crisis at Three Mile Island by The Washington Post
- Three Mile Island Research and Document Guide at Penn State University Libraries
- (PDF). www.gaonet.gov. U.S. Government Accountability Office. September 9, 1980. OCLC 7975712.
- Radioactive Releases... The Music of Three Mile Island – A growing collection of over 300 songs inspired by the TMI accident
- Report Of The President's Commission On The Accident at Three Mile Island.pdf – Report Of The President's Commission On The Accident at Three Mile Island
- Report of the President's Commission on the Accident at Three Mile Island – LibriVox Public domain audiobook of the final report
- What Really Happened at Three Mile Island?, a PowerPoint presentation on the TMI-2 cleanup by Lake Barrett, who directed the project for the NRC